# Svenska powerkvinnor
Svenska powerkvinnor är ett svenskt underhållningsprogram från 2021, med Keyyo, Camilla Läckberg, Mouna Esmailzadeh, Antonija Mandir och Laila Bagge som huvudpersoner.